# Kristina Gorišek Novaković
Kristina Gorišek Novaković, slovenska pilotka, * 15. december 1906, Mekinje, † 1996. Poznana je kot prva slovenska in balkanska pilotka, šolanje si je plačala sama, prvič je letela solo 9.novembra 1932, ko je že imela okoli 80 letov na dvojnih konandah z inštruktorjem Slovencem Bogomirom Jakličem, šolanje je uspešno zaključila leta 1934.

## Življenje
Goriškovi so bili premožna in veljavna rodbina, ki je imela v lasti veliko zemlje, gozdove, trgovino in gostilno. Kristina Gorišek se je rodila v številčni družini z enajstimi otroki, saj je imela kar sedem sester. Starši so podpirali šolanje tako sinov kot hčera. Slednje so postale profesorice, nune, arhivarke in letalke. Kristina je obiskovala osnovno šolo v Stični, meščansko šolo v Šmihelu pri Novem mestu in Celovcu ter trgovsko šolo v Ljubljani.

## Delo
Po končanem šolanju in pomoči v domači trgovini si je Kristina Gorišek zaželela neodvisnosti in se leta 1929 preselila v Beograd, ki je takrat še spadal pod Kraljevino SHS. Tam je delala na oddelku beograjske pošte za mednarodni promet. Jeseni 1930 je društvo rezervnih pilotov objavilo oglas v časniku Politika, da v civilni letalski šoli iščejo nove pogumne fante in dekleta. Kristina, željna novih izzivov, se je prijavila in z dvema drugima dekletoma prestala vse preizkuse, od zdravstvenega pregleda, testne vožnje z akrobacijami, teoretskega izpita do praktičnega izpita. Tečaj letalstva v Zemunu, ki se nahaja v okolici Beograda, si je plačevala sama. Tudi Vladimir Bartol je bil član istega aerokluba in pomagal pri Kristininem šolanju. Jeseni 1932 je prvič kot pilotka samostojno poletela, februarja 1934 pa je po uspešno opravljenem izpitu pred vojaško komisijo prejela diplomo. Kristina Gorišek je bila prva letalka tako na Slovenskem, v Jugoslaviji kot tudi na celotnem Balkanu. Vojno ministrstvo ji je podelilo medaljo za hrabrost. Kristina Gorišek je pilotirala v najmanjši številki moškega pajaca, saj je bilo pred drugo svetovno vojno v letalstvu tako malo žensk, da so morale uporabljati kar moško opremo. Po vojni se je letalstvo razširilo tudi med ženske, ki so zavzemale vse več vlog v letalstvu, od pilotiranja, skakanja, jadranja do letalskih akrobacij, a vendar so pri poklicnem uveljavljanju naletele na več preprek kot moški. K zanimanju za letalstvo med dekleti je pripomogel tudi film Vesna iz leta 1953, kjer se je glavna igralka učila padalstva. Kristina Gorišek se je udeležila mnogo letalskih mitingov, članke o letalstvu pa je objavljala v časopisju.
Letalske uspehe Kristine Gorišek je zaustavila druga svetovna vojna. Leta 1936 se je preselila v Zagreb, kjer je sprejela poklic telefonistke na letališču. Tam je spoznala trgovca Draga Novakovića, s katerim se je poročila tri leta kasneje in sprejela njegov priimek. Možu je pomagala v njegovi zagrebški trgovini, v sredini 1940-ih pa sta se preselila v Anglijo. V mestu Scunthorpe v Severnem Lincolnshiru sta odprla »Bed and Breakfast« penzion. Kasneje se je občasno še vračala v domovino, v Stično, na obisk k sorodnikom.